# ناحیه نهم
ناحیهٔ نهم (به عربی: مدیریة نهم) یک ناحیه در یمن است که در استان صنعا واقع شده‌است. ناحیهٔ نهم ۴۱٬۵۰۲ نفر جمعیت دارد.